# Małżeństwo osób tej samej płci w Kolumbii
     Małżeństwo osób tej samej płci
     Rejestrowany związek partnerski
     Brak statusu lub status nieznany
     Małżeństwo osób tej samej płci zakazane przez konstytucję
     Kontakty seksualne między osobami tej samej płci karane

Status prawny związków osób tej samej płci w Ameryce Południowej:
Małżeństwo osób tej samej płci
Rejestrowany związek partnerski
Brak statusu lub status nieznany
Małżeństwo osób tej samej płci zakazane przez konstytucję
Kontakty seksualne między osobami tej samej płci karane

Małżeństwa osób tej samej płci są w Kolumbii legalne od 2016 roku.
28 kwietnia 2016 kolumbijski Sąd Najwyższy wydał stosunkiem głosów 6 do 3 wyrok, zgodnie z którym małżeństwa osób tej samej płci stały się w Kolumbii legalne. W orzeczeniu napisano: „wszyscy ludzie mają wolność samodzielnego wyboru i założenia rodziny w zgodzie z własną orientacją seksualną [...] korzystając z równego traktowania na mocy konstytucji i prawa”. Zgodnie z wyrokiem ok. 70 par, które wcześniej zawarły związek partnerski, zostanie automatycznie uznanych za małżeństwo.
Pierwszy ślub na mocy nowego prawa został zawarty mieście Cali 24 maja 2016.
Pierwszy wyrok Sądu Najwyższego w sprawie par przysługujących parom tej samej płci pochodzi z 7 lutego 2007. Sąd orzekł wówczas, że pary żyjące ze sobą co najmniej dwa lata stanowią „związki de facto” i przysługują im te same prawa majątkowe, co parom heteroseksualnym. Z kolei w czerwcu 2011 Sąd zobowiązał Kongres Narodowy do legalizacji związków jednopłciowych, zastrzegając, że jeśli Kongres nie zrobi tego w ciągu dwóch lat, pary homoseksualne uzyskają automatycznie prawo do uroczystej rejestracji swoich związków przez sędziów i notariuszy. Kongres nigdy nie przyjął jednak takiego prawa.